# Mike Hodges
Mike Hodges (Bristol, 29 luglio 1932 – Dorset, 17 dicembre 2022) è stato uno sceneggiatore, regista, drammaturgo e produttore televisivo britannico.
Hodges non si è occupato esclusivamente di un determinato genere (thriller criminali, film di fantascienza), la sua carriera è anzi stata caratterizzata dall'alternanza di diversi generi. I suoi lavori sono stati più volte riesaminati dalla critica, a causa di buone recensioni e del buon incasso di Il colpo - Analisi di una rapina  e del successo del suo film Get Carter, nel 1971.

## Filmografia parziale

### Regista

#### Cinema
- Get Carter (1971)
- Colpiscono senza pietà (Pulp) (1972)
- L'uomo terminale (The Terminal Man) (1974)
- Flash Gordon (1980)
- Morons from Outer Space (1985)
- Una preghiera per morire (A Prayer for the Dying) (1987)
- Il colpo - Analisi di una rapina (Croupier) (1998)
- I'll Sleep When I'm Dead (2003)

#### Televisione
- Arcobaleno nero (Black Rainbow) (1989) - film tv

### Sceneggiatore

#### Cinema
- Get Carter (1971)
- Colpiscono senza pietà (Pulp) (1972)
- L'uomo terminale (The Terminal Man) (1974)
- La maledizione di Damien (Damien: Omen II) (1977) - regia di Don Taylor

#### Televisione
- Arcobaleno nero (Black Rainbow) (1989) - film tv